# ジャン・モネ

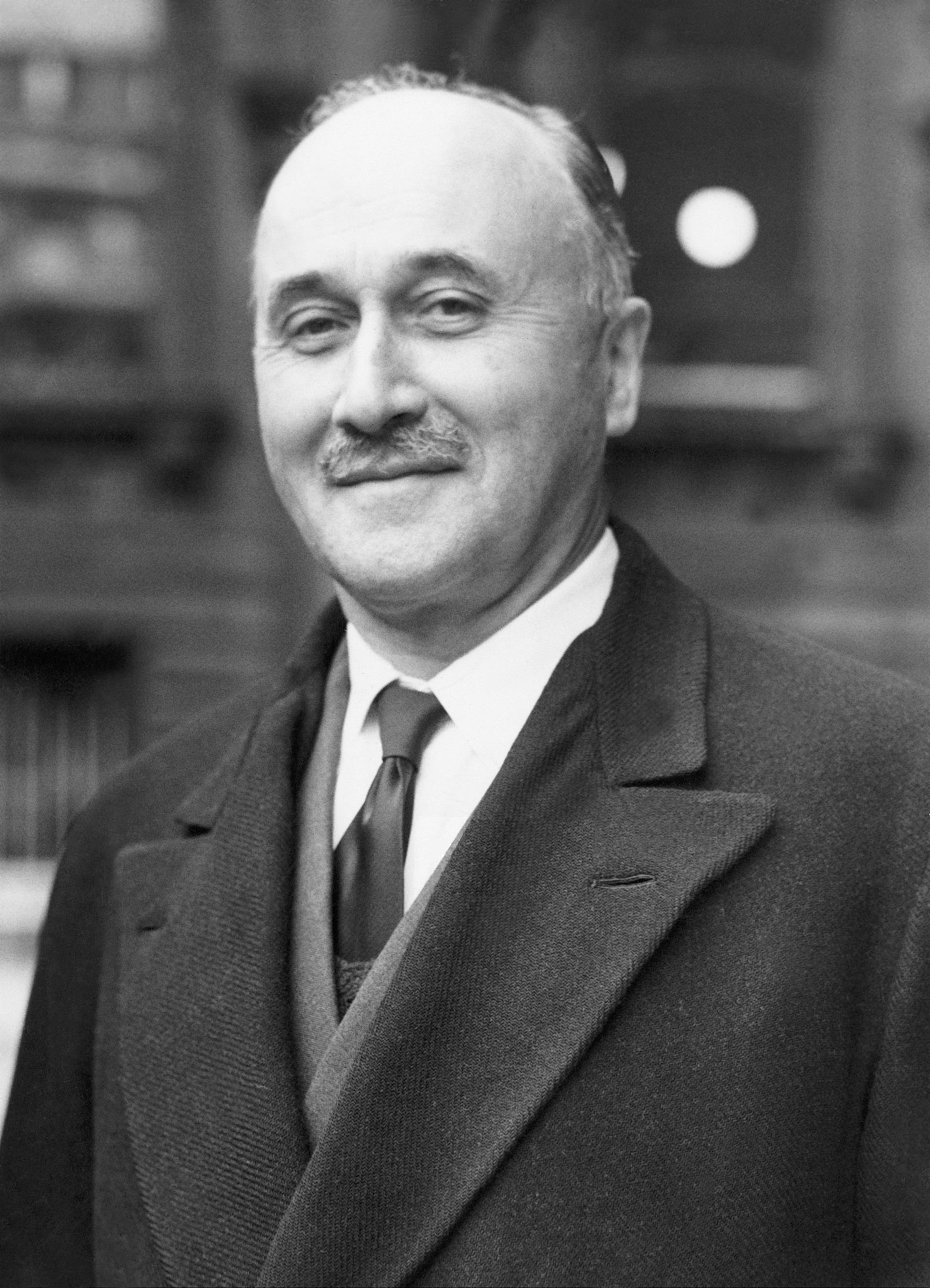
ジャン・モネ

ジャン・オメール・マリ・ガブリエル・モネ（Jean Omer Marie Gabriel Monnet、1888年11月9日コニャック - 1979年3月16日バゾシュ・シュル・ギュイヨンヌ(fr))は、フランスの実業家、政治家。欧州連合の父の1人とも言われる。
フランスで政治家として活動する以前は、モネは経済界において影響力を持ち、また国際的にも活躍し、ロンドンやアメリカに滞在していた時期もあった。また欧州連合の推進者として最も知られる功績として、西ヨーロッパの重工業分野での統合計画を実施したことが挙げられる。

## 経歴

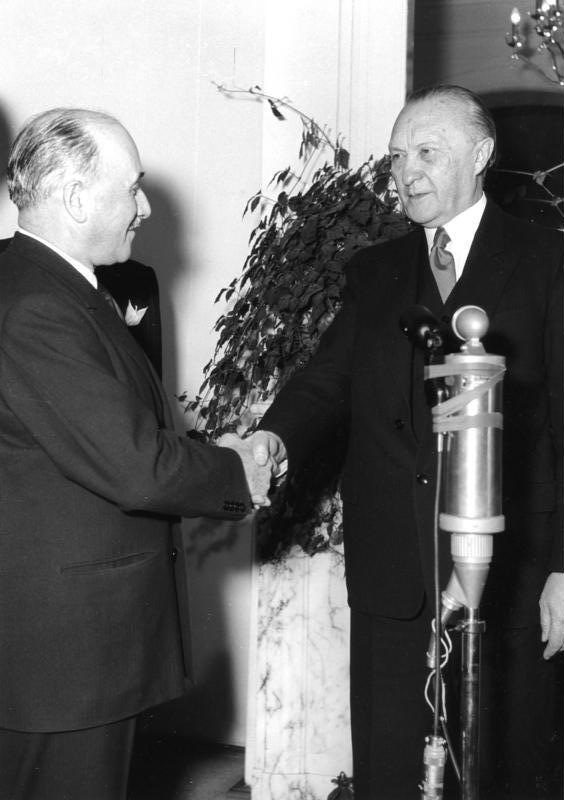
委員長就任時の外遊でボンを訪問するモネ（左）。右は西ドイツ首相コンラート・アデナウアー。

第一次世界大戦時、モネはロンドンで活動していた。1919年から1923年にかけて、モネは国際連盟の事務次長を務め、その後は1938年まで故郷のコニャックに戻り、家業の醸造所モネ・コニャック(en)の経営に関わった。1932年以降、モネは国際的にさまざまな分野で重要人物として提言し、世界各地で影響力を持つようになっていた。
第二次世界大戦の際には、モネはフランスとイギリスの軍事物資の管理に関する共同委員会の特別委員長に就任し、終戦後はフランスの復興に関して要職に就き、モネ・プランを立案した。その中で西ヨーロッパの鉱工業の共同化構想が持ち上がり、1950年5月9日、当時のフランス外相ロベール・シューマンがこの構想を政府声明、いわゆるシューマン宣言として国内外に発表する。
モネはシューマン構想を協議する場の議長を務め、協議の結果、欧州石炭鉄鋼共同体が設立されることになった。
1952年から1954年まで、モネは欧州石炭鉄鋼共同体の最高機関（後の欧州委員会）の初代委員長を務める。
このような経歴を重ねることで、モネはヨーロッパ経済に大きな影響力を持つようになり、また政治手腕についても1975年に活動を引退するまで国際的に高い評価を受けていた。
ジャン・モネとシャルル・ド・ゴールは、1940年6月中旬のフランスの戦い中にロンドンで初めて会ってから1970年11月にドゴールが死ぬまで、あるときは協力的に、あるときは不信に満ちた多面的な関係を30年間続けていた。モネとドゴールは共に「おそらく20世紀で最も傑出した二人のフランス人」（フランス語: sans doute les plus exceptionnels Français du XXème siècle）と称されている。
ド・ゴールは彼の事を「統合されたヨーロッパはフランスにもフランス人にも合うはずがなかった… モネのようなアメリカの事を第一に考える病的な人を除いては」と評していた。

## 表彰
モネは数多くの賞を受けている。中でも1953年5月17日には国家の枠を超えたヨーロッパの機関を設立した人物として、アーヘン市からカール大帝賞を受賞している。1963年12月5日にはヨーロッパ統合と大西洋沿岸諸国の協調に関する功績によって、ジョン・F・ケネディから大統領自由勲章を受けている。1976年には欧州石炭鉄鋼共同体の最高機関委員長を務めた功績から、初のヨーロッパ名誉市民となった。

## ジャン・モネ講座
ヨーロッパの大学の学長やヨーロッパ法の専門家で構成されている欧州大学院（EUI, European University Institute)では「ジャン・モネ講座」を開講している。講座の名称は、この講座がヨーロッパの統合にかかわる研究や実習を行っていることにちなむもので、ジャン・モネ講座には大学から多額の資金が拠出されており、とりわけ法律学（EU法）、政治学、経済学、歴史学を扱っている。ジャン・モネ講座はパッサウ大学やヴッパータール大学などで開講されている。また欧州大学院にはジャン・モネの名を冠した奨学金制度がある。
ヨーロッパ・コミッションは、ジャン・モネにちなみ、ジャン・モネ・チェア*という制度を設け、ヨーロッパ各国、および世界で、EU研究を代表的に研究し教育している人物に対し、ジャン・モネ・チェアという称号とファンドを与え、EC/EUの教育と研究促進に寄与している。ジャン・モネは、シューマンに並び、欧州統合の基底をなす存在とされている。日本のジャン・モネ・チェアには、田中俊郎、庄司克宏、羽場久美子、田中素香、久保広正、吉井昌彦らがいる。
ジョセフ・H・H・ワイラーはニューヨーク大学ロー・スクールにジャン・モネ・センターを開設している。

## 語録
- 「何事も個人なしには始まらない。しかし組織なしには継続しない」[1]

## 著書
- ジャン・モネ、近藤健彦訳『ジャン・モネー回想録』日本関税協会、2008年
- ジャン・モネ、黒木寿時訳『ECメモワール、ジャン・モネの発想』共同通信社、1985年。
- 島田悦子『欧州石炭鉄鋼共同体ーEU統合の原点』日本経済評論社、2004年。
- 羽場久美子編著『EU(欧州連合）を知るための63章』明石書店、2017年(5刷）。ISBN 978-4-7503-3900-9